# Mezquita de Jarque
Mezquita de Jarque (aragónul Mezquita d'Exarc) település Spanyolországban, Teruel tartományban. Mezquita de Jarque Rillo, Escucha, Cuevas de Almudén, Galve és Cañada Vellida községekkel határos. Lakosainak száma 81 fő (2024).

## Népesség
A település népessége az utóbbi években az alábbiak szerint változott:
| Lakosok száma | 135  | 123  | 129  | 124  | 118  | 117  | 102  | 96   | 84   | 81   |
|               | 2001 | 2004 | 2007 | 2009 | 2012 | 2014 | 2017 | 2019 | 2022 | 2024 |